# Luigi Di Gropello Tarino
Luigi Di Gropello Tarino (Alessandria, 3 novembre 1833 – Alessandria, 7 giugno 1904) è stato un politico italiano.
Fu senatore del Regno d'Italia nella XVIII legislatura.